# Pelargonium lanceolatum
Pelargonium lanceolatum là một loài thực vật có hoa trong họ Mỏ hạc. Loài này được Kern mô tả khoa học đầu tiên.